# Alopecosa albofasciata
Alopecosa albofasciata este o specie de păianjeni din genul Alopecosa, familia Lycosidae. A fost descrisă pentru prima dată de Gaspard Auguste Brullé în anul 1832. Conține o singură subspecie: A. a. rufa.